# Martin Folkes
Martin Folkes, angleški zgodovinar in akademik, * 29. oktober 1690, † 28. junij 1754.
Folkes je bil sprva podpredsednik, nato pa predsednik Kraljeve družbe (1741-52).